# Arcidiecéze remešská
Arcidiecéze remešská (lat. Archidioecesis Montis Remensis, franc. Archidiocèse de Reims) je starobylá francouzská římskokatolická arcidiecéze, založená v průběhu 3. století. Na arcidiecézi byla povýšena ve 4. století. Leží na území departementu Ardensko a arrondissementu Remeš, jejichž hranice přesně kopíruje. Sídlo arcibiskupství i katedrála Notre Dame se nachází v Remeši. Arcidiecéze je hlavou remešské církevní provincie.
Od roku 2018 je arcibiskupem-metropolitou Mons. Eric de Moulins-Beaufort.

## Historie
Biskupství bylo v Remeši založeno v průběhu 3. století, na arcibiskupství bylo povýšeno ve 4. století.
V důsledku konkordátu z roku 1801 bylo 29. listopadu 1801 bulou papeže Pia VII. Qui Christi Domini zrušeno velké množství francouzských diecézí, mezi nimi také remešská arcidiecéze, jejíž území bylo včleněno zčásti do diecéze Meaux a zčásti do métské diecéze; k obnovení arcidiecéze došlo 6. října 1822. Arcibiskup remešský byl pairem.
Remešská katedrála měla velký význam v době existence Francouzského království, jakožto místo korunovací francouzských králů.

## Remešská církevní provincie
Do remešské církevní provincie náleží diecéze Amiens, Beauvais-Noyon-Senlis, Châlons, Langres, Soissons-Laon-Saint-Quentin a Troyes.

## Galerie

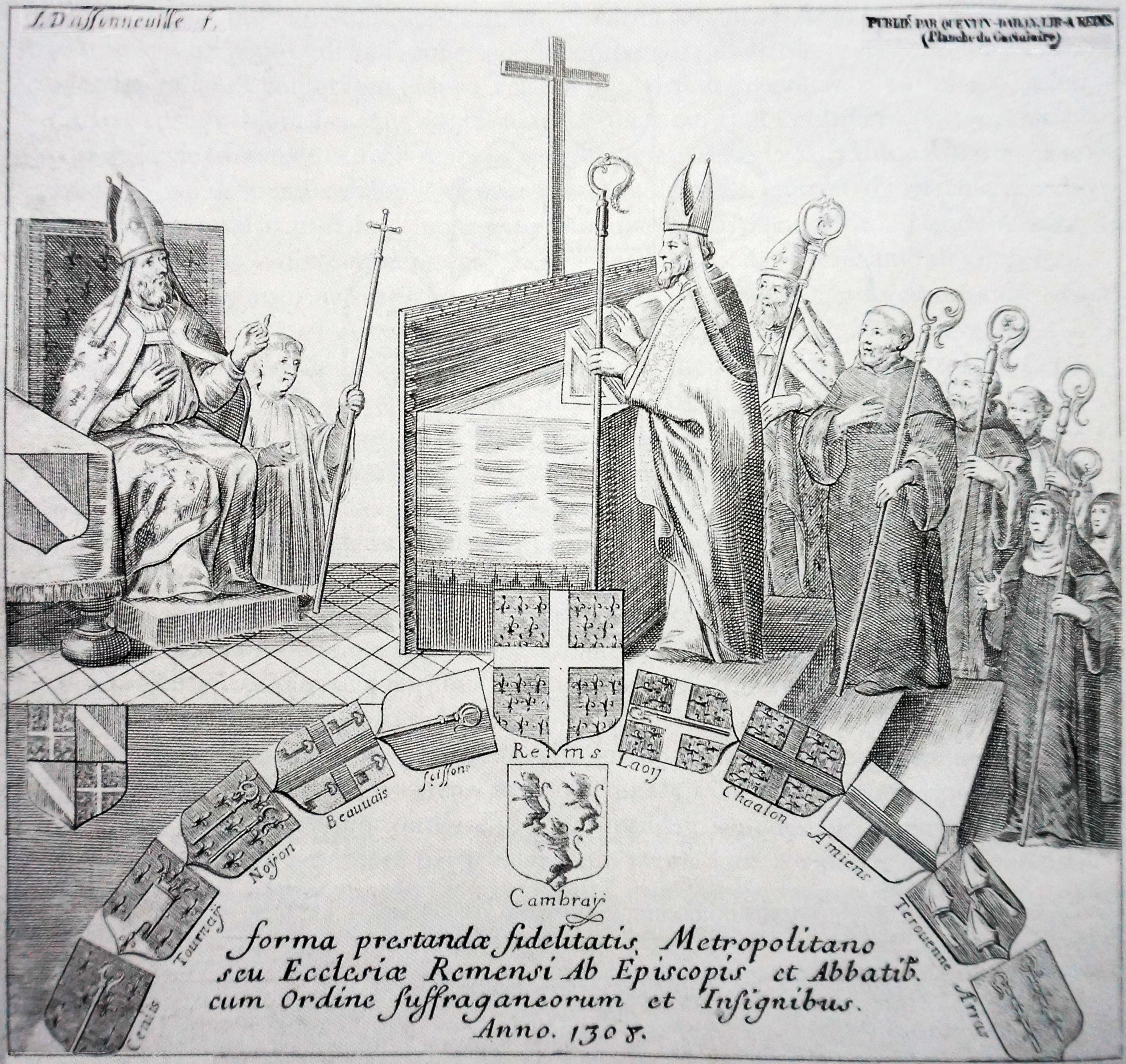
Sufragánní biskupové, opati a abatyše remešského arcibiskupa (r. 1308)
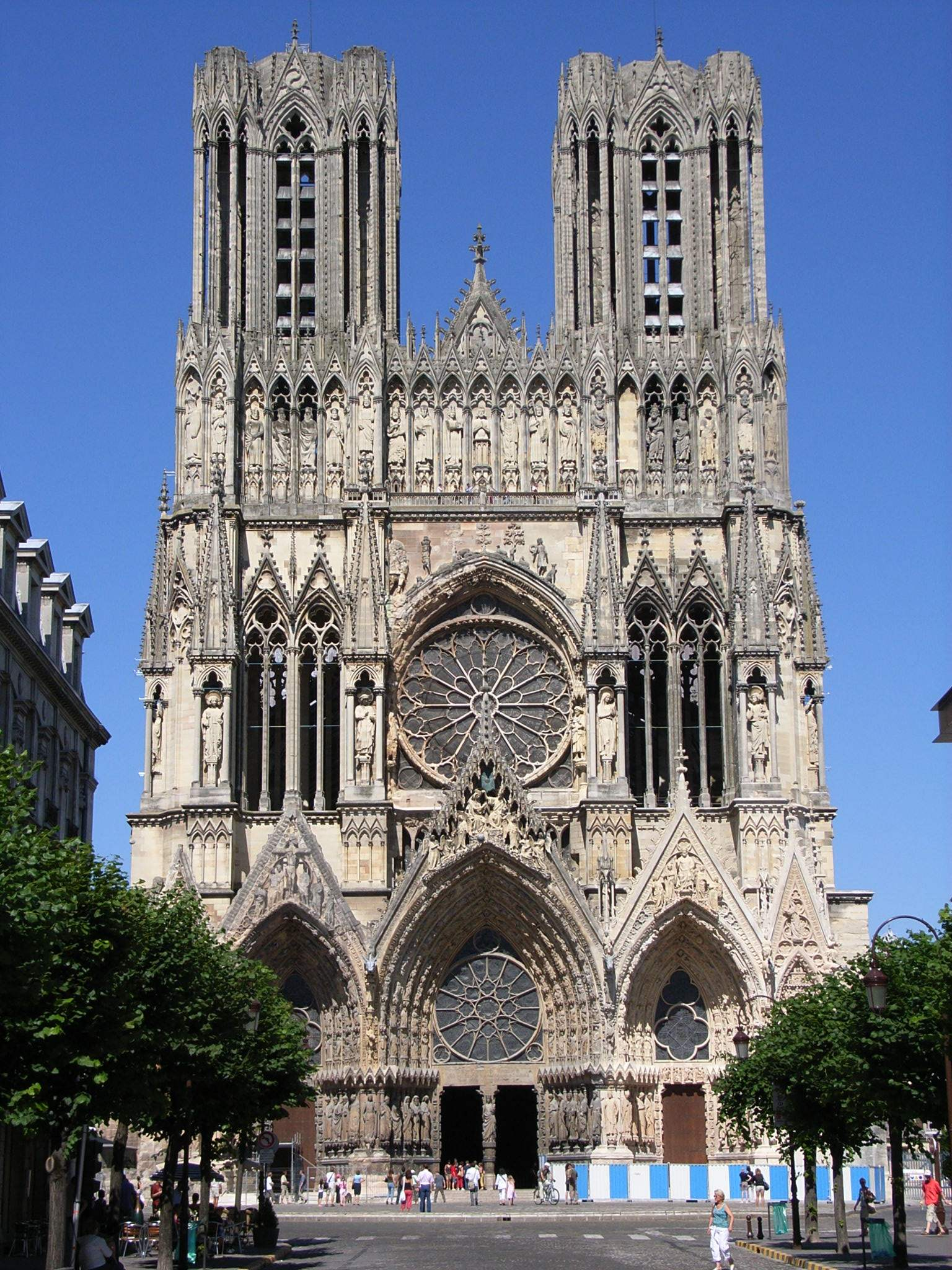
Katedrála Notre Dame v Remeši
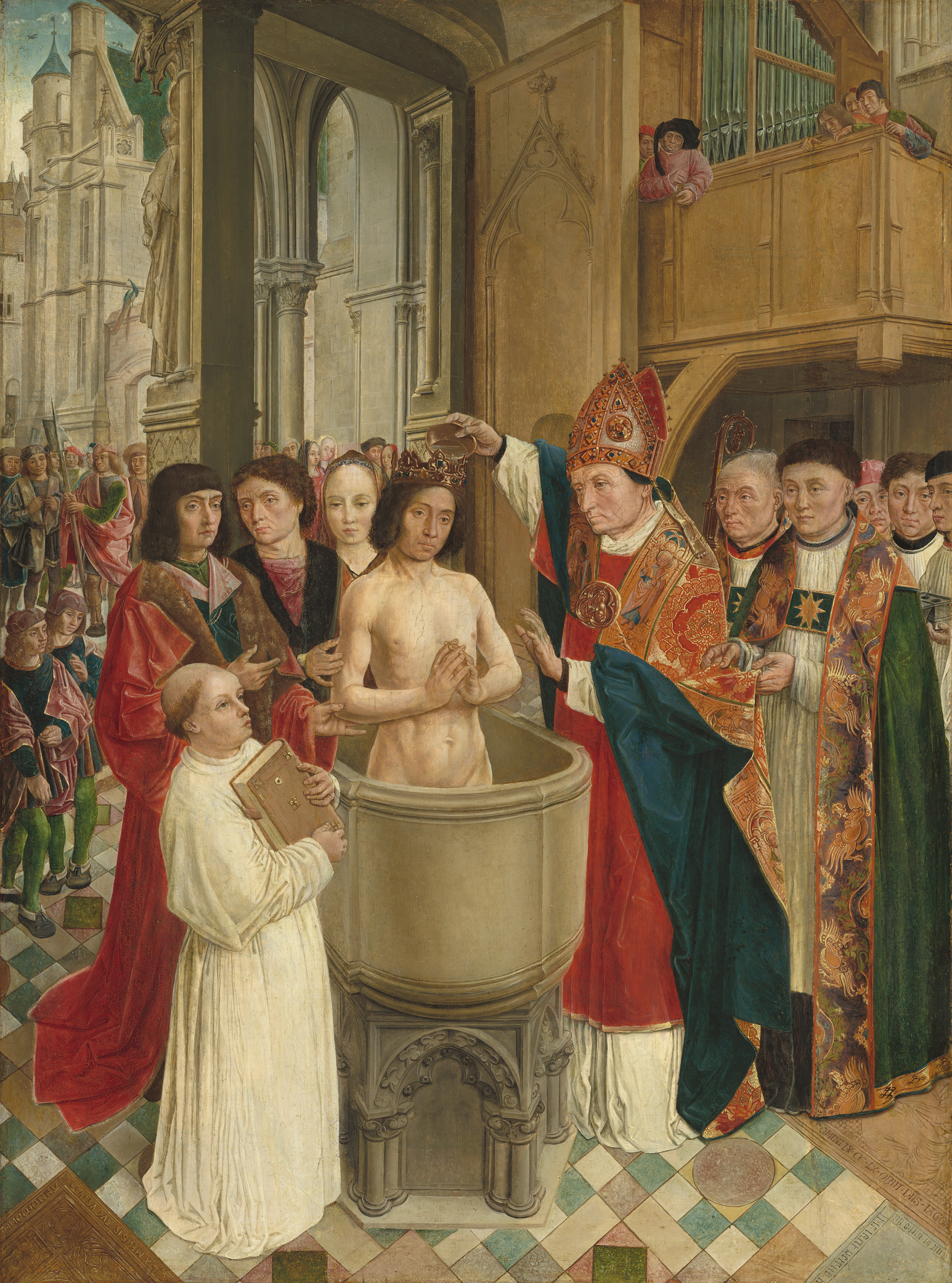
Svatý Remigius, patron arcidiecéze křtí Chlodvíka I.